# Amboinai kakukkgalamb
Az amboinai kakukkgalamb (Macropygia amboinensis) a madarak osztályának galambalakúak (Columbiformes) rendjébe, a galambfélék (Columbidae) családjába tartozó faj.
A magyar név forrással nincs megerősítve.

## Rendszerezése
A fajt Carl von Linné svéd természettudós írta le le 1821-ben, a Columba nembe Columba amboinensis néven. Nevét a Maluku-szigetekhez tartozó  Ambon-szigetről kapta. 

## Alfajai
- Macropygia amboinensis admiralitatis Mayr, 1937
- Macropygia amboinensis albicapilla Bonaparte, 1854
- Macropygia amboinensis albiceps Bonaparte, 1856
- Macropygia amboinensis amboinensis (Linnaeus, 1766)
- Macropygia amboinensis atrata Ripley, 1941
- Macropygia amboinensis balim Rand, 1941
- Macropygia amboinensis carteretia Bonaparte, 1854
- Macropygia amboinensis cinereiceps Tristram, 1889
- Macropygia amboinensis cunctata Hartert, 1899
- Macropygia amboinensis doreya Bonaparte, 1854
- Macropygia amboinensis griseinuch Salvadori, 1876
- Macropygia amboinensis hueskeri Neumann, 1922    is grisein
- Macropygia amboinensis keyensis Salvadori, 1876
- Macropygia amboinensis maforensis Salvadori, 1878
- Macropygia amboinensis meeki Rothschild & Hartert, 1915
- Macropygia amboinensis phasianella (Temminck, 1821)
- Macropygia amboinensis quinkan Schodde, 1989
- Macropygia amboinensis robinsoni Mathews, 1912
- Macropygia amboinensis sanghirensis Salvadori, 1878

## Előfordulása
Új-Guinea szigetén, Indonézia és Pápua Új-Guinea területén honos. Természetes élőhelyei a szubtrópusi és trópusi síkvidéki esőerdők és száraz erdők, valamint másodlagos erdők. Állandó, nem vonuló faj.

## Megjelenése
Testhossza 37 centiméter, testtömege 107-179 gramm. Tollazata barna színű.
|  |

## Életmódja
Gyümölcsökkel, bogyókkal és magvakkal táplálkozik.

## Szaporodása
Fészekalja 1-2 tojásból áll, melyen 18 napig kotlik.

## Természetvédelmi helyzete
Az elterjedési területe rendkívül nagy, egyedszáma pedig stabil. A Természetvédelmi Világszövetség Vörös listáján nem fenyegetett fajként szerepel.